# Ichthyocupes kuznetskiensis
Ichthyocupes kuznetskiensis is een keversoort uit de familie Permocupedidae. De wetenschappelijke naam van de soort is voor het eerst geldig gepubliceerd in 1969 door Ponomarenko.